# Evangelische Kirche (Rodebach)

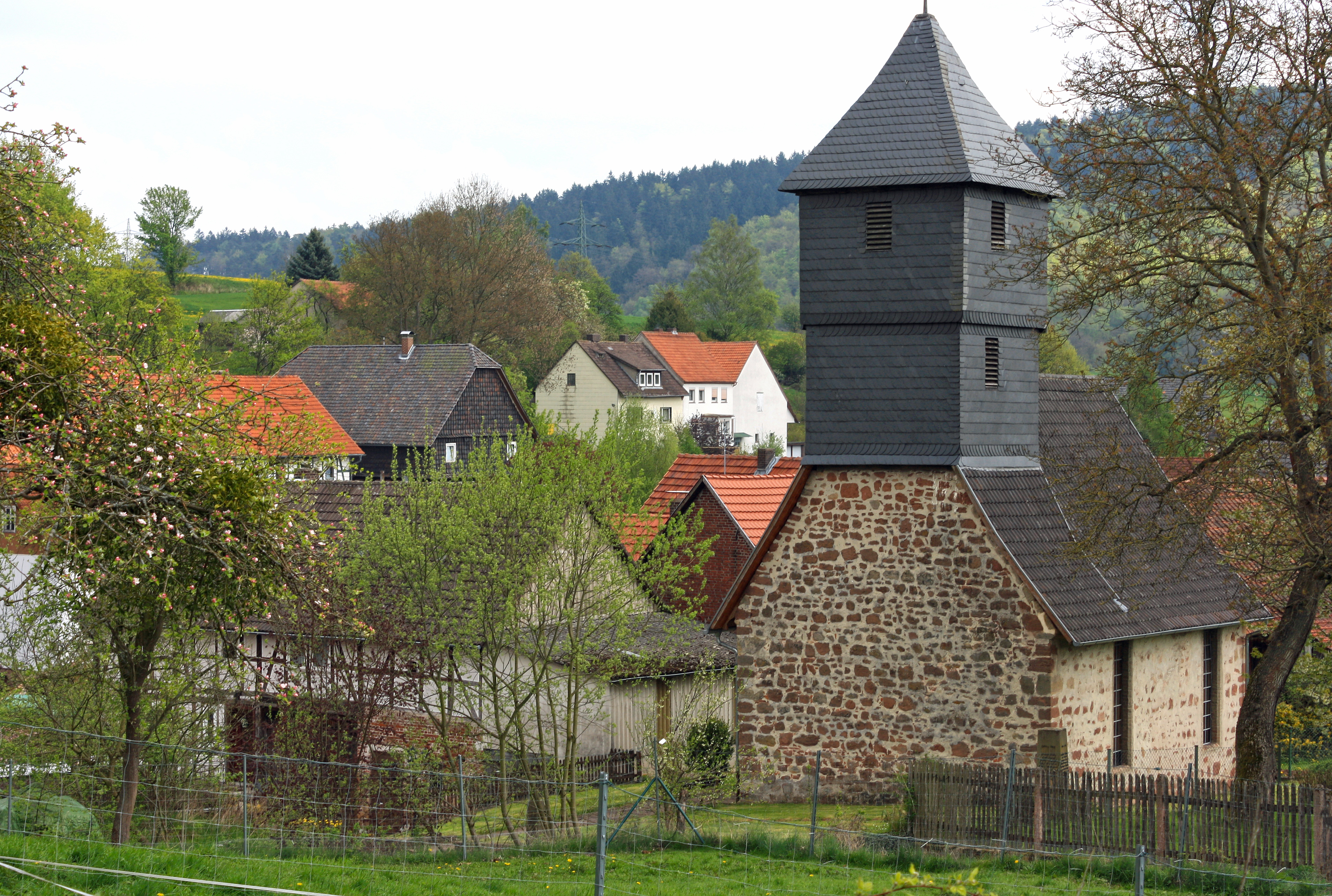
Evangelische Kirche (Rodebach)

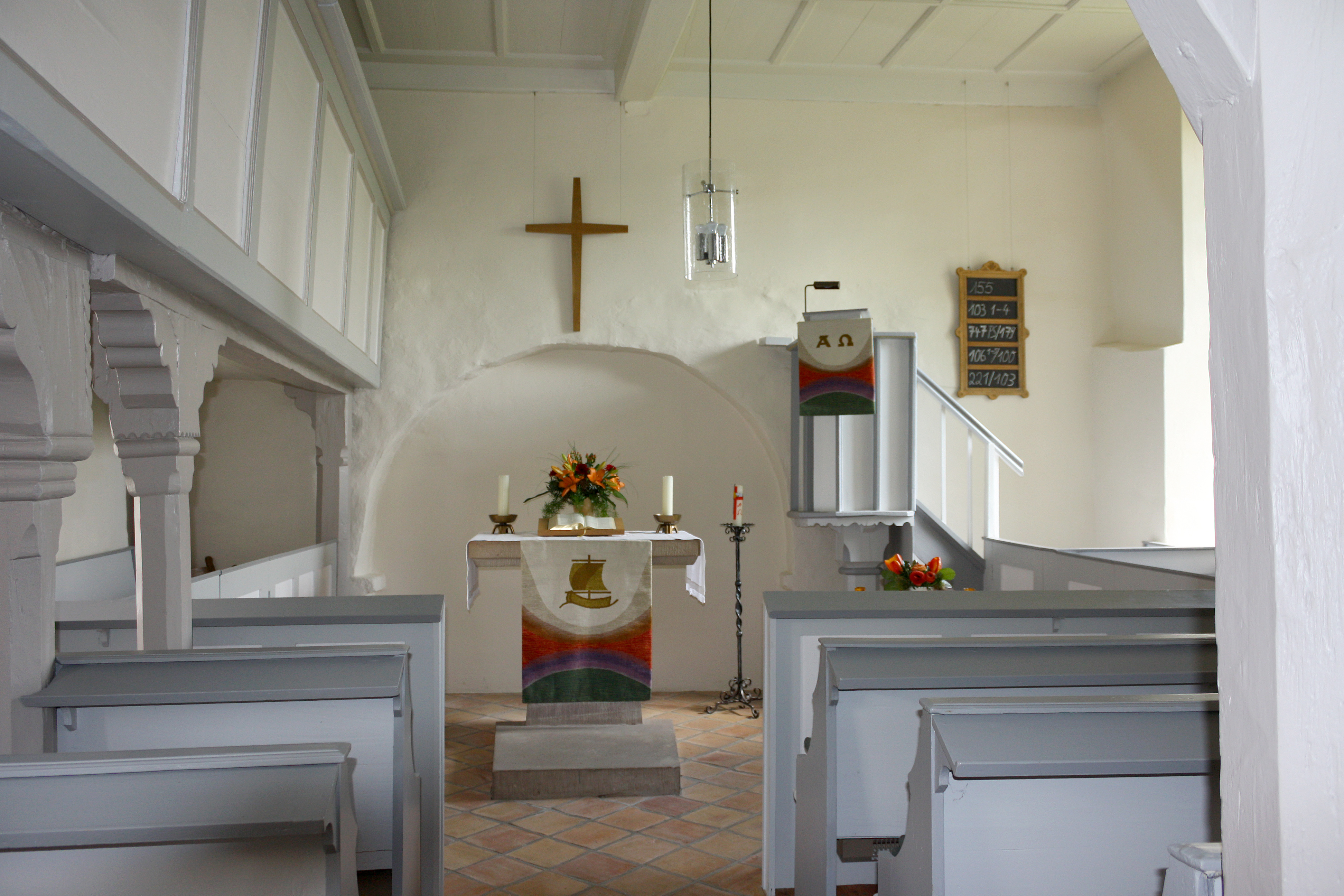
Interieur

Die evangelische Kirche Rodebach ist ein denkmalgeschütztes Kirchengebäude in Rodebach, einem Stadtteil von Waldkappel im Werra-Meißner-Kreis (Hessen). Die Kirchengemeinde gehört zum Kirchspiel Waldkappel im Kirchenkreis Werra-Meißner im Sprengel Kassel der Evangelischen Kirche von Kurhessen-Waldeck.

## Beschreibung
Die im Kern romanische Saalkirche aus Bruchsteinen wurde im 17. Jahrhundert erneuert. Aus dem Satteldach des Kirchenschiffs erhebt sich im Westen ein quadratischer, schiefergedeckter Dachreiter, der mit einem Pyramidendach bedeckt ist. Der mit einer Kassettendecke überspannte Innenraum hat eine L-förmige Empore, auf ihrer Schmalseite steht die Orgel. Zur Kirchenausstattung gehören ein Altar, eine Kanzel und ein Taufbecken.